# Mikael Colville-Andersen
Mikael Colville-Andersen (né le 29 janvier 1968 à Fort McMurray, Alberta, Canada) est un expert en mobilité urbaine canado-danois,,,,. Fondateur et dirigeant de l'entreprise Copenhagenize Design Company, il travaille avec des villes et des gouvernements à travers le monde,, pour les accompagner dans le développement du cyclisme urbain. Il donne également des conférences sur l'urbanisme et l'histoire du vélo.

## Publications
- Cycle Chic, Thames & Hudson Publishing Ltd, 2012, 288 pages.  (ISBN 978-0500516102).
- Cargo Bike Nation, Blurb Publishing, 2013, 194 pages.  (ISBN 978-1320091824).
- Cyclists and Cycling Around the World, Fondo Editorial, Université pontificale catholique du Pérou, 2013, Chapitre : Branding Cycling – Mainstreaming A Good thing, 334 pages.  (ISBN 978-612-4146-55-8)
- Backstory 5: Interviews with Screenwriters of the 1990s, University of California Press, 2009, Chapitre : Interview with Jean-Claude Carriere, éditeur Patrick McGilligan, 264 pages,  (ISBN 978-0520251052)